# Aeroportul Rongelap
Aeroportul Rongelap (IATA: RNP) este un aeroport din Rongelap Atoll⁠(d), Insulele Marshall ce deservește zona Rongelap Atoll⁠(d).
aeroportul dispune de o singură pistă.